# Tuwaym
Tuwaym (tiếng Ả Rập: التويم) là một ngôi làng Syria nằm trong phó huyện của huyện Hama ở tỉnh Hama. Theo Cục Thống kê Trung ương Syria (CBS), Tuwaym có dân số 1.428 trong cuộc điều tra dân số năm 2004. Cư dân của nó chủ yếu là người Hồi giáo Sunni.